# Алесандро Флоренци
Алесандро Флоренци  (роден на 11 март 1991 в Рим) е италиански футболист, играе като защитник.

## Клубна кариера
Алесандро Флоренци е продукт на школата на Рома. Дебютът си в Серия А прави на 22 май 2011 г. при победата с 3-1 над Сампдория, заменяйки капитана на „Вълците“ Франческо Тоти. През лятото на 2011 г. преминава под наем в отбора от Серия Б Kротоне. На 27 август 2011 г. прави официалния си дебют за Кротоне при победата с 3-1 над Ливорно. След края на сезона Кротоне се възползва от опция в договора за наема и купува 50 процента от правата му за 250 хиляди евро. Рома откупува тези 50 процента за един милион и 250 хилдя евро.
На 2 септември 2012 г. Флоренци отбелязва първия си гол за клуба при победата с 3-1 над отбора на Интер. Вторият му гол идва при загубата с 3-2 от Болоня. На 27 януари 2013 г. вкарва третия си гол за Рома отново срещу Болоня при равенството 3-3.

## Национален отбор
На 6 септември 2011 г. Флоренци дебютира за националния отбор на Италия до 21 години в квалификация срещу Унгария до 21 години. Италия печели срещата с 3-0. На 6 октомври 2011 г. вкарва първия си гол за Италия до 21 години при победата със 7-2 над Лихтенщайн.
На 14 ноември 2012 г. прави дебюта си за мъжкия национален отбор на Италия при загубата с 2-1 от Франция.